# Borggrensvikens naturreservat
Borggrensvikens naturreservat är ett naturreservat i Krokoms kommun i Jämtlands län.
Området är naturskyddat sedan 2018 och är 127 hektar stort. Reservatet ligger öster om Krokom, söder om Indalsälven och består av gammal gran och tallskog med inslag av lövträd.